# Frederick Steele

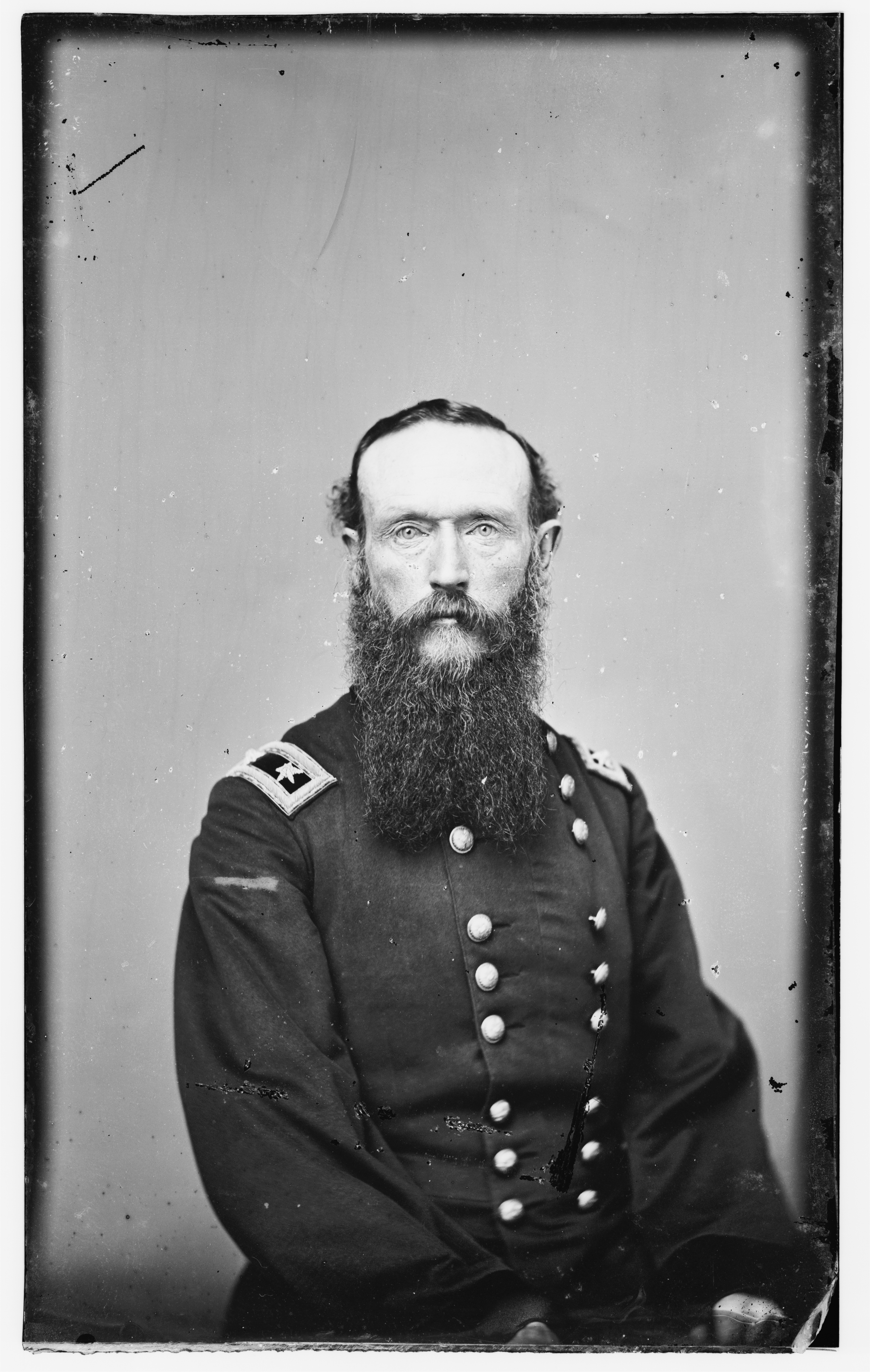
Frederick Steele

Frederick Steele (* 14. Januar 1819 in Delhi, New York; † 12. Januar 1868 in San Mateo, Kalifornien) war Offizier des US-Heeres und im Sezessionskrieg Generalmajor der Freiwilligenorganisation des US-Heeres.

## Leben

### Bis zum Bürgerkrieg
Frederick Steele wurde als Sohn von Nathaniel Steele und seiner zweiten Frau Dameras Johnson geboren. Über Steeles frühe Jahre ist wenig bekannt, er hat nie geheiratet oder Kinder gehabt.
Steele wurde 1839 an die Militärakademie in West Point, New York berufen. Als Freund und Klassenkamerad von Ulysses S. Grant graduierte er 1843 als dreißigster seines Jahrgangs und wurde zum Brevet-Rang-Leutnant ernannt und zum 2. US-Infanterie-Regiment versetzt. Zum Leutnant des US-Heeres wurde er am 15. März 1846 befördert. Steele zeichnete sich im Mexikanisch-Amerikanischen Krieg mehrfach aus und wurde wegen seiner Leistungen in der Schlacht von Contreras und von Chapultepec zunächst zum Brevet-Oberleutnant und dann zum Brevet-Hauptmann ernannt.
Nach dem Krieg wurde Steele am 6. Juni 1848 zum Oberleutnant befördert und vom 6. September 1849 bis 5. Februar 1855 als Regimentsadjutant seines Regiments verwendet. Zum Hauptmann befördert diente er als Infanterieoffizier in Kalifornien, Minnesota, Nebraska und Kansas.

### Bürgerkrieg
Steele wurde am 14. Mai 1861 zum Major befördert und als dritter Stabsoffizier (XO) des 11. US-Infanterie-Regiments verwendet. Steele wurde am 23. September 1861 zum Kommandeur des 8. Iowa-Infanterie-Regiments ernannt und zum Oberst befördert. Gleichzeitig führte er eine Brigade der West-Armee. Steele wurde am 29. Januar 1862 zum Brigadegeneral befördert. Er war vom 1. März bis zum 2. Mai 1862 Kommandeur des Wehrbezirks Südöstliches Missouri. Steele führte vom 9. Mai bis 29. August 1862 eine Division der Südwest-Armee und übernahm danach bis zum 7. Oktober 1862 den Oberbefehl über die Armee, Während dieser Zeit nahm er am Feldzug in Arkansas teil, der mit der Eroberung von Helena, Arkansas endete.
Steele wurde rückwirkend zum 29. November 1862 zum Generalmajor befördert. Im Dezember übernahm er das Kommando über eine Division der Tennessee-Armee. Er führte die Division am 26. Dezember 1862 in der Schlacht am Chickasaw Bayou, im Januar 1863 bei der Schlacht um Arkansas Post und im März bei der Rettungsaktion für die erfolglose Expedition ins Bayou.
Während des zweiten Vicksburg-Feldzuges führte Steele die Division unter dem Kommando Generalmajor Shermans und nahm an den Schlachten bei Snyders Mill, Jackson und dem Angriff auf Vicksburg teil. Ihm wurde am 4. Juli 1863 der Brevet-Rang Oberst verliehen. Nach der Kapitulation Vicksburgs führte Steele die Division bei der Belagerung Jacksons.
Steele wurde am 27. Juli 1863 zum Oberbefehlshaber der Arkansas-Armee ernannt. Diese Armee hatte den Umfang eines Korps mit drei Divisionen. Mit diesen führte Steele vom 10. August 1863 – 11. September 1863 den erfolgreichen Vorstoß nach Little Rock durch. Die Armee wurde am 6. Januar 1864 zum VII. Korps des Wehrbereichs Arkansas umbenannt. Steele führte das Korps in der Camden-Expedition vom 23. März 1864 – 3. Mai 1864. Die Expedition scheiterte, aber Steeles Truppen siegten am 30. April 1864 über konföderierte Verbände unter Sterling Price im Rückzugsgefecht von Jenkins’ Ferry. Die politische und militärische Autorität der Union war außerhalb der Garnisonsstädte Fort Smith, Little Rock und Helena immer schwach gewesen; diese Autorität wurde nach dem Scheitern des Red River-Feldzugs und der Camden-Expedition noch schwächer. Dies, verbunden mit der Ablehnung der Beglaubigungsschreiben der Kongressdelegation von Arkansas im Sommer 1864, veranlasste Präsident Abraham Lincoln, Steele seines Kommandos zu entheben. Er wurde am 22. Dezember 1864 von Generalmajor Joseph J. Reynolds abgelöst.
Lincoln wies Steele eine politische Mission in Arkansas zu, die dann ähnlich scheiterte wie der Red-River-Feldzug. Die Mission beinhaltete die Zusammenarbeit mit Gewerkschaftern aus Arkansas, um eine loyale Staatsregierung wiederherzustellen und eine Kongressdelegation nach Washington zu entsenden, die der republikanische Kongress akzeptieren würde. Als konservativer Demokrat, der sich der Emanzipation widersetzte, zeigte Steele wenig Enthusiasmus für diese Aufgabe. Seine „Versöhnungspolitik“ gegenüber ehemaligen Konföderierten und Sympathisanten der Konföderierten untergrub das Vertrauen der Gewerkschafter in Steele und untergrub die Gewerkschaftsbewegung im Staat und hinderte Steele daran, Lincolns Ziel der Wiederherstellung einer loyalen Regierung zu verwirklichen.
Steele befehligte während des restlichen Krieges Streitkräfte in Alabama, Florida und Louisiana. Von Dezember 1865 bis November 1867 befehligte er das Department of the Columbia (Pacific Northwest). Während seines Urlaubs in San Mateo, Kalifornien, starb er am 12. Januar 1868 offenbar an einem Schlaganfall und wurde im kalifornischen Colma beigesetzt.